# Spacehunter – Jäger im All
Spacehunter – Jäger im All (Originaltitel: Spacehunter: Adventures in the Forbidden Zone) ist ein US-amerikanisch-kanadischer Space Western aus dem Jahr 1983 von Lamont Johnson mit Peter Strauss und Molly Ringwald in den Hauptrollen.

## Handlung
Der Film spielt im frühen 22. Jahrhundert und beginnt mit der Zerstörung des Raum-Kreuzfahrtschiffes Eridani Princess durch einen Weltraum-Nebelblitz. Die einzigen Überlebenden, die sich in eine Rettungskapsel retten und auf dem nächsten bewohnbaren Planeten landen konnten, sind drei schöne Frauen: Nova, Reena und Meagan. Dort werden sie von den feindlich gesinnten Eingeborenen entführt.
Im Weltraum wird eine Fahndung für die sichere Rückkehr der Frauen mit einer Belohnung von 3000 „Mega-Noten“ ausgegeben. Ein kleiner Weltraumschrott-Bergungsbetreiber namens Wolff fängt die Nachricht ab und macht sich auf den Weg zum Planeten um die Mission zu erfüllen, um von dem Geld seine Schulden tilgen zu können. Zu ihm gesellt sich seine Ingenieurin Chalmers, die mittels Bordcomputer erfährt, dass der Planet Terra XI eine gescheiterte Raumkolonie ist, die Opfer einer tödlichen Pest und eines Bürgerkrieges wurde.
Nach der Landung auf der kargen Welt, machen sich Wolff und Chalmers im Allradfahrzeug Scrambler auf den Weg. Bald schließen sie sich einem Kampf zwischen einer Gruppe von Plünderern, genannt die Zoner, und einer Gruppe von Nomaden, den sogenannten Scavs an. Die Zoner nehmen die Frauen mit, bevor Wolff sie befreien kann. Wolff erfährt von den Scavs, dass die Frauen in die verbotene Zone gebracht wurden, die vom sogenannten Overdog, einem Cyborg-Tyrannen, regiert wird. Wolff kehrt zum Scrambler zurück und sieht, dass Chalmers – bei der es sich um einen weiblich konstruierten Androiden handelt – im Gefecht zerstört wurde. Gemeinsam mit der jungen Niki, einer der Scavs, beschließt er, seine Suche mit ihr als Ortskundige fortzusetzen.
Während einer Pause werden Wolff und Niki von einem seltsamen Räumschild-Fahrzeug angegriffen. Wolff schafft es, die Maschine zu deaktivieren und erfährt, dass er den Fahrer, einen Soldaten namens Washington, vom Militär kennt. Auch dieser will die drei Frauen für deren Belohnung retten. Da die beiden Männer Rivalen sind, lehnt Wolff eine Kooperation ab. Wolff und Niki werden wenig später von einer Gruppe mutierter humanoider Lebensformen attackiert, einer Gruppe amazonenartiger Kriegerinnen und einem Wassermonster. Bei den Kämpfen müssen sie den Scrambler liegen lassen und sind gezwungen, zu Fuß weiterzumachen. Von dem Marsch durch eine Salzwüste geschwächt, stimmen sie einem Bündnis mit Washington zu, als sie ihn dort antreffen. Er fand ihr Fahrzeug, barg es und ist seinerseits auf Wolffs Raumschiff für die Rückreise angewiesen, da seines während eines Partikelsturms zerstört wurde. Washington stimmt in seiner Not Wolff zu, dass die Belohnung für die drei Frauen fair geteilt wird.
An Overdogs Festung angekommen, überwältigen die beiden Männer die Wachen und schleichen sich in deren Mänteln und Masken hinein. Wolff entdeckt die Frauen, die in einem Käfig neben Overdog festgehalten werden und erstellt einen Rettungsplan. Niki, die vom Plan ausgeschlossen wurde, beschließt, alleine in die Festung zu gelangen und wird gefangen genommen. Sie muss zur Belustigung Overdogs und seiner Schergen, ein lebensgefährliches Labyrinth absolvieren, was sie am Ende nur dank Wolff überlebt, der ihr aus der Menge heraus den Weg freischießt, während Washington die drei Frauen befreit. Anstatt Niki wie versprochen nach dem bestandenen Labyrinth-Fallen freizulassen, wird sie stattdessen aufgrund ihrer starken Lebenskraft an eine Maschine angeschlossen, die langsam ihre Lebensenergie absaugt und dadurch Overdog stärkt. Wolff kommt zur Rettung und stößt im Kampf mit Overdog ein funkensprühendes Starkstromkabel an eine von seinen Metall-Krallen. Durch den Stromschlag stirbt Overdog und die Festung, die an seine Lebensenergie gebunden ist, explodiert.
Die drei Helden schaffen es, mit den drei Frauen zu entkommen. Am Ende lädt Wolff Niki ein, bei ihm zu bleiben, da die beiden gute Partner sind. Sie willigt überglücklich ein.

## Hintergrund
Der Film wurde von Columbia Pictures vertrieben und das Budget lag zwischen 12 und 14,4 Mio. US-Dollar. Der Film konnte alleine an den Kinokassen 16,5 Mio. US-Dollar einspielen. Der Film weist in der Handlung Parallelen zu Mad Max und der klassischen Star-Wars-Trilogie auf.

## Kritik
„Effektvolle Tricks (im 3D-Verfahren) und Ironie können dieses Weltraumabenteuer nicht über durchschnittlich-seichte Unterhaltung hinausheben.“

„Bei ‚Star Wars‘ und ‚Mad Max‘ geklaut.“